# Първа мексиканска империя
Мексиканската империя (на испански: Imperio Mexicano) е краткотрайна монархия и първата независима следколониална имперска държава в Мексико. Това е единствената бивша колония на Испанската империя, която установява монархия след независимостта. Заедно с Бразилската империя тя е една от двете европейски империи в Америка. Мексиканската империя продължава две години.
Тя съществува от подписването на Кордобския договор и обявяването на независимостта на Мексиканската империя през септември 1821 г. до абдикацията на император Агустин де Итурбиде през март 1823 г., когато Временното правителство взима властта и Първата мексиканска република е провъзгласена през 1824 година.